# Electrofisiologia
L'Electrofisiologia (del grec: ἥλεκτρον, ēlektron, "ambre"; φύσις, physis, "natura, origen"; i –λογία "logia") és l'estudi de les propietats elèctriques de les cèl·lules i els teixits. Implica mesuraments del canvi de voltatge o corrent elèctric des de l'escala dels canals d'ions en les proteïnes a un òrgan complet com el cor. Dins la neurociència, inclou mesuraments de l'activitat elèctrica de les neurones. Inclouen els registres a gran escala de l'electroencefalografia.

## Algunes especialitzacions en electrofisiologia
- Electrocardiografia – pel cor humà
- Electroencefalografia – pel cervell humà
- Electrocorticografia – pel còrtex cerebral humà
- Electromiografia – pels músculs humans
- Electrooculografia – pels ulls humans
- Electroretinografia – per la retina humana
- Electroantenografia – pels receptors de l'olfacte dels artròpodes
- Audiologia – pel sistema auditiu.